# Ylenia Carrisi
Ylenia Maria Sole Carrisi (Roma, 29 novembre 1970 – ... scomparsa a New Orleans il 31 dicembre 1993) è stata un personaggio televisivo e showgirl italiana.
Figlia di Al Bano e Romina Power, è salita alla ribalta delle cronache per la sua misteriosa scomparsa.

## Biografia

### Primi anni ed esperienza televisiva
Figlia primogenita di Al Bano e Romina Power, i nonni materni erano l'attore statunitense Tyrone Power e l'attrice messicana Linda Christian. Nel 1983 recitò una parte nel film Champagne in paradiso di Aldo Grimaldi che vedeva come protagonisti i suoi genitori. Nel 1988 esordì come cantante in duetto con la madre nel brano Abbi fede, tratto dall'album Libertà!. Lavorò nel ruolo di valletta della prima edizione del game-show televisivo La ruota della fortuna, condotto da Mike Bongiorno su Canale 5, andata in onda dal 5 marzo al 25 giugno del 1989.

### La partenza dall'Italia

Ylenia Carrisi

Mentre frequentava un corso di letteratura presso il King's College di Londra, iniziò a nutrire il proposito di girare il mondo in solitaria, munita solo di uno zaino e del suo diario. Nel luglio del 1993, appena atterrata a Roma di ritorno dal primo viaggio in famiglia a New Orleans, disse al padre che a ottobre sarebbe partita per il Belize perché voleva scrivere un libro sugli artisti di strada e sui senzatetto. Decise così di prendere una pausa dagli studi e vendette alcuni oggetti per autofinanziarsi il viaggio sognato, iniziando dal Sudamerica. Dopo qualche settimana dalla sua partenza, nel periodo natalizio, Yari, suo fratello minore, decise di farle una sorpresa e di raggiungerla. Arrivato in Belize scoprì di essere giunto con "24 ore di ritardo", in quanto la ragazza si era già diretta a New Orleans, città in cui poi sarebbe misteriosamente scomparsa pochi giorni dopo.

## La misteriosa scomparsa
L'ultimo dialogo di Ylenia con la famiglia risale al 1º gennaio 1994, che a New Orleans a causa del fuso orario risultava essere ancora il 31 dicembre 1993, con una chiamata effettuata dal telefono del LeDale Hotel e diretta a casa. Tale telefonata sembra essersi svolta in modo del tutto tranquillo con la madre Romina, a differenza della chiamata del giorno precedente, conclusasi bruscamente dopo una discussione con il padre, contrariato dal fatto che la figlia si trovasse nuovamente a New Orleans.

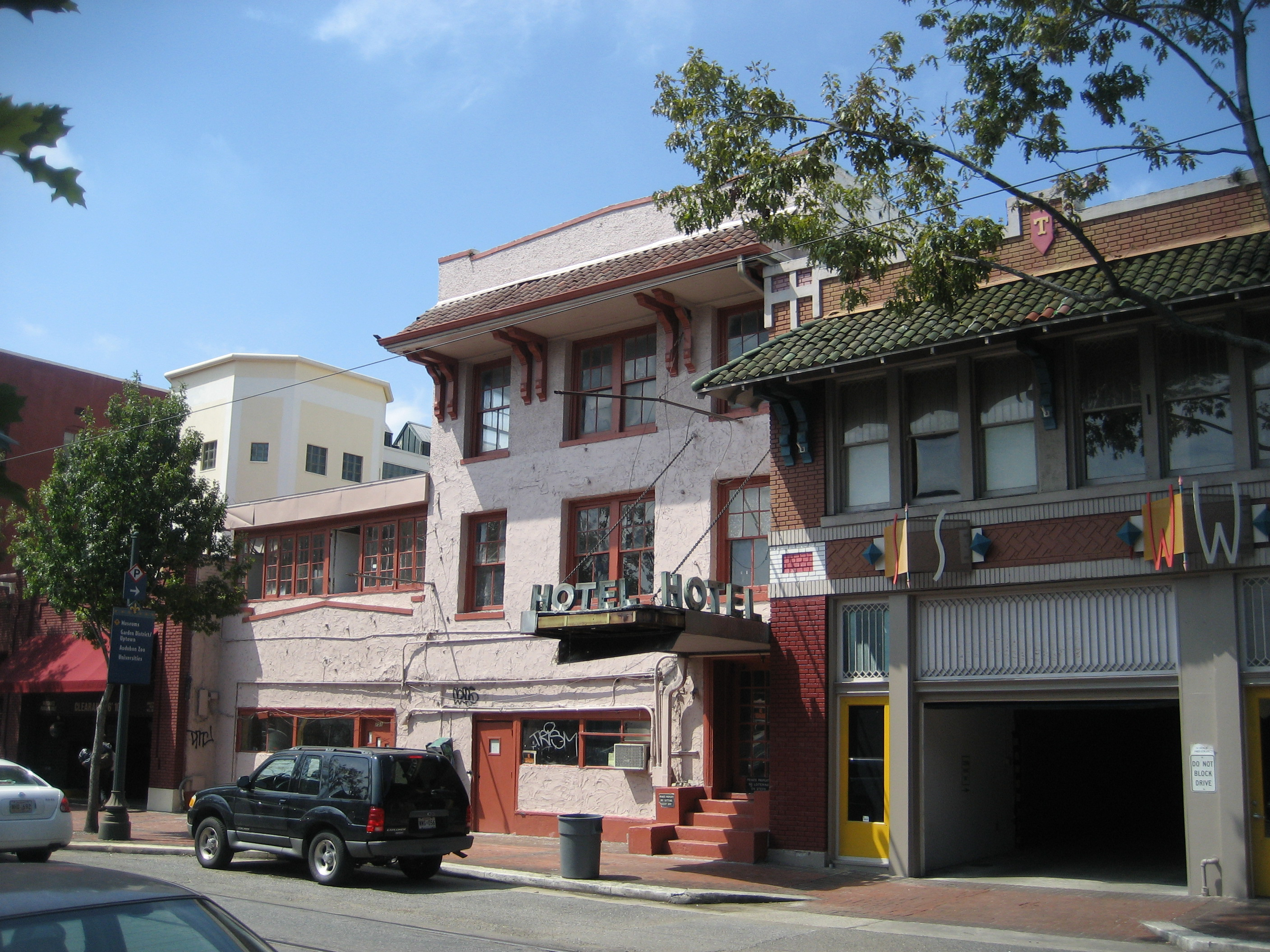
"LeDale Hotel" di New Orleans, ultimo domicilio conosciuto di Ylenia Carrisi. L'albergo è stato successivamente chiuso e l'edificio demolito.

Era in quella città che, circa sei mesi prima, Ylenia aveva conosciuto il trombettista di strada Alexander Masakela, malvisto dalla famiglia di lei; fu il primo ad essere interrogato in merito alla sua scomparsa. I due alloggiarono nella stessa stanza del LeDale Hotel, ma l'uomo non denunciò la scomparsa di Ylenia quando questa non fece ritorno in hotel né si rese reperibile in alcun modo. In seguito, l'uomo dichiarò che lui e la ragazza avevano dormito in letti separati, durante il pernottamento in hotel, poiché Ylenia aveva rifiutato di avere rapporti sessuali con lui nonostante le sue insistenze. Masakela aveva precedenti per molestie e droga. Ylenia Carrisi sembra essere stata vista per l'ultima volta in hotel il 6 gennaio 1994: la titolare dell'albergo, Cindee Dale, dichiarò che la ragazza era uscita verso mezzogiorno e non era più tornata. Aveva lasciato in camera quasi tutti i suoi effetti personali (zaino, appunti, passaporto, macchina fotografica, bagagli, vestiti e una Bibbia). Masakela rimase in albergo fino al 14 gennaio, quando mostrò al personale il passaporto di Carrisi e tentò anche di saldare il conto della stanza utilizzando gli assegni turistici non firmati della ragazza.
A quel punto i responsabili dell'hotel chiamarono la polizia e partirono le ricerche della ragazza in concomitanza con la denuncia dei genitori, nel frattempo giunti a New Orleans. Masakela inizialmente dichiarò di non sapere dove si trovasse Ylenia, ma di credere che stesse bene. Tuttavia, poche settimane dopo, una sua ex fidanzata denunciò l'uomo per stupro e la polizia iniziò ad indagare sul suo conto. Masakela venne arrestato il 31 gennaio, salvo essere rilasciato dopo meno di due settimane per mancanza di prove, dopodiché fece perdere le sue tracce, lasciando la famiglia di Ylenia in una profonda angoscia. Romina ha più volte sostenuto che Masakela abbia fatto sparire sua figlia facendola entrare in un giro sporco simile alla "tratta delle bianche", probabilmente dapprima drogandola e segregandola da qualche parte.
Negli anni si sono accumulate svariate testimonianze di presunti avvistamenti, nessuno dei quali è mai stato considerato veritiero o rilevante per l'apertura di nuove indagini.

## Le ricerche

### L'ipotesi dell'annegamento nel Mississippi
La testimonianza considerata più attendibile è quella di Albert Cordova, guardiano notturno dell'Audubon Aquarium of the Americas, il quale riferì di aver visto il 6 gennaio 1994 alle 23:30 circa una ragazza bionda gettarsi nel Mississippi:
In un primo momento, Albert Cordova riconobbe come somigliante alla ragazza annegata la quindicenne Brooke Susanne Javins di Morgantown (nella Virginia Occidentale). Questa versione rimase credibile fino al 28 gennaio seguente, quando si scoprì che costei era viva. Allora il detective Ronald Brink del New Orleans Police Department mostrò a Cordova delle foto recenti di Ylenia e a quel punto l'uomo disse che la giovane che aveva visto era proprio la figlia di Al Bano Carrisi e Romina Power. Non è mai stato provato che si trattasse effettivamente di Ylenia e nessuno dei corpi ritrovati nel Mississippi nei mesi seguenti fu identificato come il suo. Ciò nonostante, le autorità di New Orleans credono che fosse lei e anche Al Bano ha sempre dichiarato di credere al racconto del guardiano. In particolare, sarebbe stata una frase, «io appartengo alle acque», a convincere Al Bano che la ragazza vista da Cordova fosse proprio Ylenia perché, come racconta lui stesso, quella era la stessa frase che pronunciava sempre da bambina quando si tuffava, oltre al fatto che la ragazza sarebbe stata vista nuotare a farfalla, proprio come faceva Ylenia.
Anche la dinamica dell'incidente descritta da Cordova suonò subito familiare ad Al Bano: nella sua autobiografia dichiarò infatti che qualche mese prima Ylenia aveva già rischiato la vita per colpa di Masakela, gettandosi nel Mississippi, ma in quell'occasione era riuscita a salvarsi. Sempre secondo Al Bano fu proprio la droga a trascinarla nell'abisso che avrebbe portato alla scomparsa: durante il loro primo soggiorno a New Orleans improvvisamente Ylenia scappò dall'hotel dove era alloggiata con la famiglia, fermando i tassisti e gridando "Quell'uomo vuole farmi del male!", indicando proprio Al Bano. Fu in quel momento che il cantante capì che la figlia si drogava, aggiungendo che quella sera aveva un appuntamento proprio con Masakela. In un'altra occasione, sempre secondo Al Bano, Ylenia gli confessò di aver fumato marijuana, nonostante avesse sempre detestato il fumo.

### L'ipotesi dell'allontanamento volontario
Un'altra ipotesi sulla scomparsa di Ylenia, raramente esplicitata con chiarezza, è che si sia volontariamente allontanata facendo perdere le proprie tracce. Circostanza possibile, accreditata dal fatto che Ylenia fosse fin da piccola una viaggiatrice esperta e sveglia, che coltivava attraverso la lettura di Kerouac l'amore per gli spostamenti improvvisati ed il vivere alla giornata, che caratterizzò, fra l'altro, parte della sua infanzia, come raccontato dal fratello Yari. Parlava inoltre correntemente diverse lingue.
Contro la tesi dell'allontanamento volontario, ci sono però i profondi legami affettivi che la giovane nutriva nella famiglia: al di là del padre, con cui c'erano dei conflitti, i rapporti erano idilliaci con la nonna paterna Yolanda, con il fratello, con le due sorelle ancora bambine, con la madre e con la nonna materna Linda; oltre alle amicizie e al resto della numerosa famiglia. Questo difficilmente si concilia con una ipotetica decisione di andarsene senza dire una parola ai propri cari e senza dar loro alcuna spiegazione. Tuttavia, secondo il padre e la zia Taryn, Ylenia negli ultimi mesi prima della scomparsa era diventata più scontrosa e desiderosa di spazi propri, distaccandosi dalla famiglia.

### Le rivelazioni nel 2011 e 2013 grazie aChi l'ha visto?
Nell'autunno del 2011 la trasmissione Chi l'ha visto? ha rivelato per la prima volta la testimonianza di una ragazza di New Orleans che per anni fu vittima di violenze psicofisiche da parte di Masakela, che la tenne rinchiusa e lontana dalla famiglia. Riguardo all'esperienza disse che non era in grado di intendere e di volere, che era come stregata, sotto l'effetto di un incantesimo, che sapeva di stare facendo del male alla propria famiglia, ma nonostante ciò non riusciva ad allontanarsi da lui. Alla domanda dell'inviato: «Ti drogava?», la donna, di nome Sharon, rispose: «Non lo so, è probabile. Lui mi passava sempre da bere, nei bicchieri, nelle bottiglie...».
La madre Romina, insieme a gran parte della famiglia, ritiene Ylenia ancora in vita, o che comunque non sia morta nel Mississippi. Al Bano già nel 2005, come riportato anche nel libro autobiografico È la mia vita, si è dichiarato convinto del racconto della guardia giurata, poiché "non ci sono altre piste da seguire", attribuendo la scomparsa a un presunto uso di stupefacenti; uso che la madre Romina dubita fortemente essere mai esistito, non escludendo però la possibilità che la figlia sia stata drogata.
Il 19 giugno 2011 il fratello di Ylenia, Yari, intervistato dal giornalista Fabio Marchese Ragona per Canale 5, ha ipotizzato che la sorella possa essere ancora viva dicendo: "Non credo alle storie raccontate dai giornali, ma sono aperto, credo ancora che Ylenia possa essere in giro. Non credo per niente a quella storia che si sono inventati del fiume che fa buchi da tutte le parti".

### Dichiarazioni di Keith Hunter Jesperson
Secondo quanto riferito da un investigatore esperto di casi irrisolti, Dennis Haley, l'assassino seriale Keith Hunter Jesperson (noto come Happy Face Killer), canadese, condannato a tre ergastoli in Oregon, avrebbe riconosciuto la foto di Ylenia, sostenendo che fosse una delle sue vittime, una giovane donna mai identificata e che si faceva chiamare Suzanne (stesso nome usato da Ylenia), Suzy o Susan; egli l'avrebbe aggredita e uccisa mentre Ylenia faceva l'autostop nei pressi di una stazione di servizio a Tampa. Le autorità della Florida disposero il test del DNA sui resti di alcuni cadaveri ritrovati nella zona indicata dal serial killer; a tal fine il DNA del padre Al Bano fu prelevato e inviato negli Stati Uniti, per verificare se si trattasse di sua figlia. Il test del DNA diede però esito negativo.

## La dichiarazione di morte presunta
Nel gennaio 2013 Al Bano ha presentato istanza di dichiarazione di morte presunta della figlia Ylenia al tribunale di Brindisi. Romina Power si è dichiarata “profondamente amareggiata” dalla decisione presa dall'ex marito.
Il 1º dicembre 2014 è stata infine dichiarata, dal tribunale di Brindisi, la morte presunta di Ylenia in data 31 dicembre 1993, ossia nello stesso giorno dell'ultimo contatto avuto con la famiglia, secondo il fuso orario del paese in cui si trovava.